# Eparchia Abu Kurkas
Eparchia Abu Kurkas – eparchia Kościoła katolickiego obrządku koptyjskiego w Egipcie, z siedzibą w mieście Abu Kurkas. Została erygowana jako sufragania koptyjskiego katolickiego patriarchatu Aleksandrii 7 stycznia 2020 przez papieża Franciszka.

## Biskupi
- Bechara Giuda, OFM (od 2020)